# Junko Shimakata
Junko Shimakata (嶋方 淳子, Shimakata Junko), né le 12 août 1967 à Kanagawa, est une seiyū. Elle travaille pour Aoni Production.

## Rôles

### Film d'animation
- Dragon Ball Z : Rivaux dangereux : Koko